# Liste der Einträge im National Register of Historic Places im Bienville Parish

Lage des Bienville Parish in Louisiana

Diese Liste führt alle Bauwerke und historischen Stätten im Bienville Parish in Louisiana auf, die in das National Register of Historic Places aufgenommen wurden.

## Legende
| NRHP | Historic Place    |
| HD   | Historic District |

## Aktuelle Einträge
| [ 2 ] | Name                                              | Bild                         | Eintragsdatum        | Lage                                             | Ort      | Beschreibung                                              |
| ----- | ------------------------------------------------- | ---------------------------- | -------------------- | ------------------------------------------------ | -------- | --------------------------------------------------------- |
| 1     | Colbert House                                     |                              | 1980 ID-Nr. 80001699 | LA 517 32° 30′ 1″ N, 93° 2′ 57″ W                | Gibsland |                                                           |
| 2     | Conly Site                                        |                              | 2001 ID-Nr. 01000995 | Adresse nicht veröffentlicht                     | Ringgold |                                                           |
| 3     | Dog Trot                                          |                              | 1980 ID-Nr. 80001700 | LA 517 32° 15′ 35″ N, 93° 3′ 9″ W                | Gibsland |                                                           |
| 4     | Down House                                        |                              | 1980 ID-Nr. 80001701 | LA 154 32° 30′ 4″ N, 93° 2′ 41″ W                | Gibsland |                                                           |
| 5     | The Hill                                          |                              | 1988 ID-Nr. 88002055 | 700 Line Street 32° 32′ 39″ N, 92° 55′ 30″ W     | Arcadia  |                                                           |
| 6     | Jones House                                       |                              | 1980 ID-Nr. 80001702 | LA 154 32° 30′ 14″ N, 93° 3′ 0″ W                | Gibsland |                                                           |
| 7     | Mount Lebanon Baptist Church                      | Mount Lebanon Baptist Church | 1980 ID-Nr. 80001703 | LA 154 32° 30′ 7″ N, 93° 3′ 6″ W                 | Gibsland | 1857 im Stil des Greek Revival errichtete Baptistenkirche |
| 8     | Stage Coach Inn                                   |                              | 1980 ID-Nr. 80001704 | LA 517 32° 30′ 11″ N, 93° 2′ 47″ W               | Gibsland |                                                           |
| 9     | Sylvan Retreat                                    |                              | 1979 ID-Nr. 79001053 | 610 North 3rd Street 32° 32′ 53″ N, 93° 3′ 12″ W | Gibsland |                                                           |
| 10    | Thurmond House                                    |                              | 1980 ID-Nr. 80001705 | LA 154 32° 30′ 20″ N, 93° 2′ 56″ W               | Gibsland |                                                           |
| 11    | Vicksburg, Shreveport, and Pacific Railroad Depot |                              | 1988 ID-Nr. 87001516 | LA 151 32° 32′ 55″ N, 92° 55′ 16″ W              | Arcadia  |                                                           |
| 12    | Wayside Inn                                       |                              | 1980 ID-Nr. 80001706 | LA 154 32° 30′ 16″ N, 93° 3′ 0″ W                | Gibsland |                                                           |